# 2019-es junior női kézilabda-Európa-bajnokság
A 2019-es junior női kézilabda-Európa-bajnokság  volt a 12. kiírása a korosztályos tornának, amelyet a Nemzetközi Kézilabda-szövetség szervezésében Magyarországon, Győrben rendeztek július 11. és július 21. között. Az Eb-t a házigazda Magyarország nyerte, története során először.

## Helyszínek
A mérkőzéseknek két arénában Győr adott otthont.
- Audi Aréna (5500)
- Magvassy Mihály Sportcsarnok (2500)

## Részt vevő csapatok
| Torna                        | Dátum                        | Helyszín   | Kvóták száma | Kvalifikált nemzete(ek) |
| ---------------------------- | ---------------------------- | ---------- | ------------ | --- |
| U17-es Európa-bajnokság      | 2017. augusztus 10-20.       | Nagymihály | 14           | Németország · Norvégia · Magyarország · Franciaország · Oroszország · Dánia · Románia · Spanyolország · Svédország · Hollandia · Montenegró · Szlovákia · Horvátország · Ausztria |
| 2017-es U17-es EHF-bajnokság | 2017. július 31-augusztus 6. | Szkopje    | 1            | Szlovénia |
| 2017-es U17-es EHF-bajnokság | 2017. augusztus 14-20.       | Klaipėda   | 1            | Portugália |

### A magyar válogatott
A magyar válogatott 16 fős kerete:
| #  | Név             | Klub                       | Poszt      |
| -- | --------------- | -------------------------- | ---------- |
| 1  | Herczeg Lili    | Nemzeti Kézilabda Akadémia | kapus      |
| 2  | Szabó Dóra      | DVSC Schaeffler            | kapus      |
| 3  | Arany Rebeka    | DVSC Schaeffler            | jobbszélső |
| 4  | Bánfai Kíra     | MTK Budapest               | jobbszélső |
| 6  | Albek Anna      | Grazer AK                  | jobbátlövő |
| 7  | Pál Tamara      | Győri Audi ETO KC          | irányító   |
| 8  | Tóth Nikolett   | Ferencvárosi TC            | irányító   |
| 10 | Kellermann Dóra | Győri Audi ETO KC          | irányító   |
| 11 | Simon Armilla   | Érd NK                     | beálló     |
| 13 | Zsiborás Luca   | Ferencvárosi TC            | beálló     |
| 14 | Kácsor Gréta    | GVM Europe-Vác             | balátlövő  |
| 15 | Vámos Petra     | Nemzeti Kézilabda Akadémia | balátlövő  |
| 16 | Szilovics Fanni | Győri Audi ETO KC          | balátlövő  |
| 17 | Kuczora Csenge  | GVM Europe-Vác             | balátlövő  |
| 18 | Schatzl Natalie | Érd NK                     | balszélső  |

- Szövetségi kapitány: Golovin Vlagyimir

## Sorsolás
A sorsolást 2019. február 26-án tartották Győrben. A magyar válogatott a kiemelések elkészítésekor az első kalapba került, és a házigazda jogán az A csoportba sorsolták.

### Kiemelés
| 1. kalap                                              | 2. kalap                                      | 3. kalap                                        | 4. kalap                                         |
| ----------------------------------------------------- | --------------------------------------------- | ----------------------------------------------- | ------------------------------------------------ |
| Németország · Norvégia · Franciaország · Magyarország | Oroszország · Dánia · Románia · Spanyolország | Svédország · Hollandia · Montenegró · Szlovákia | Horvátország · Ausztria · Portugália · Szlovénia |

## Csoportkör

### A csoport
| Hely. | Csapat        | M | Gy | D | V | G+  | G– | Gk  | P | Továbbjutás     |
| ----- | ------------- | - | -- | - | - | --- | -- | --- | - | --------------- |
| 1.    | Oroszország   | 3 | 3  | 0 | 0 | 112 | 58 | +54 | 6 | Középdöntő      |
| 2.    | Franciaország | 3 | 2  | 0 | 1 | 80  | 67 | +13 | 4 | Középdöntő      |
| 3.    | Szlovákia     | 3 | 1  | 0 | 2 | 60  | 98 | −38 | 2 | A 9–16. helyért |
| 4.    | Szlovénia     | 3 | 0  | 0 | 3 | 61  | 90 | −29 | 0 | A 9–16. helyért |

| 2019. július 11. 18:30 | Franciaország  | 28–21       | Szlovákia     | Magvassy Mihály Sportcsarnok, Győr Nézőszám: 200 Játékvezetők: Boričić, Marković (SRB) |
| 2019. július 11. 18:30 | négy játékos 4 | (16–7)      | Pastoreková 8 | Magvassy Mihály Sportcsarnok, Győr Nézőszám: 200 Játékvezetők: Boričić, Marković (SRB) |
| 2019. július 11. 18:30 | 7× 2×          | Jegyzőkönyv | 3× 2×         | Magvassy Mihály Sportcsarnok, Győr Nézőszám: 200 Játékvezetők: Boričić, Marković (SRB) |

| 2019. július 11. 20:30 | Oroszország | 36–21       | Szlovénia       | Magvassy Mihály Sportcsarnok, Győr Nézőszám: 200 Játékvezetők: Manea, Iliescu (ROU) |
| 2019. július 11. 20:30 | Maszlova 10 | (18–10)     | három játékos 3 | Magvassy Mihály Sportcsarnok, Győr Nézőszám: 200 Játékvezetők: Manea, Iliescu (ROU) |
| 2019. július 11. 20:30 | 4× 1×       | Jegyzőkönyv | 3× 3×           | Magvassy Mihály Sportcsarnok, Győr Nézőszám: 200 Játékvezetők: Manea, Iliescu (ROU) |

| 2019. július 12. 18:30 | Szlovénia | 16–28       | Franciaország | Magvassy Mihály Sportcsarnok, Győr Nézőszám: 200 Játékvezetők: Smailagic, Smailagic (SWE) |
| 2019. július 12. 18:30 | Cerovak 4 | (5–15)      | Jacques 5     | Magvassy Mihály Sportcsarnok, Győr Nézőszám: 200 Játékvezetők: Smailagic, Smailagic (SWE) |
| 2019. július 12. 18:30 | 6×        | Jegyzőkönyv | 5×            | Magvassy Mihály Sportcsarnok, Győr Nézőszám: 200 Játékvezetők: Smailagic, Smailagic (SWE) |

| 2019. július 12. 20:30 | Szlovákia | 13–46       | Oroszország    | Magvassy Mihály Sportcsarnok, Győr Nézőszám: 150 Játékvezetők: Sá, Sá (POR) |
| 2019. július 12. 20:30 | Jagodič 4 | (5–23)      | négy játékos 5 | Magvassy Mihály Sportcsarnok, Győr Nézőszám: 150 Játékvezetők: Sá, Sá (POR) |
| 2019. július 12. 20:30 | 6× 1×     | Jegyzőkönyv | 1× 2×          | Magvassy Mihály Sportcsarnok, Győr Nézőszám: 150 Játékvezetők: Sá, Sá (POR) |

| 2019. július 14. 18:30 | Franciaország | 24–30       | Oroszország     | Magvassy Mihály Sportcsarnok, Győr Nézőszám: 200 Játékvezetők: Mitrović, Kazanegra (MNE) |
| 2019. július 14. 18:30 | Peillon 6     | (14–17)     | Mihajlicsenko 9 | Magvassy Mihály Sportcsarnok, Győr Nézőszám: 200 Játékvezetők: Mitrović, Kazanegra (MNE) |
| 2019. július 14. 18:30 | 2× 1×         | Jegyzőkönyv | 6×              | Magvassy Mihály Sportcsarnok, Győr Nézőszám: 200 Játékvezetők: Mitrović, Kazanegra (MNE) |

| 2019. július 14. 20:30 | Szlovákia     | 26–24       | Szlovénia | Magvassy Mihály Sportcsarnok, Győr Nézőszám: 350 Játékvezetők: Fremstad, Pedersen (NOR) |
| 2019. július 14. 20:30 | Pastoreková 8 | (12–12)     | Cerovak 5 | Magvassy Mihály Sportcsarnok, Győr Nézőszám: 350 Játékvezetők: Fremstad, Pedersen (NOR) |
| 2019. július 14. 20:30 | 4× 1×         | Jegyzőkönyv | 7×        | Magvassy Mihály Sportcsarnok, Győr Nézőszám: 350 Játékvezetők: Fremstad, Pedersen (NOR) |

### B csoport
| Hely. | Csapat       | M | Gy | D | V | G+ | G– | Gk  | P | Továbbjutás     |
| ----- | ------------ | - | -- | - | - | -- | -- | --- | - | --------------- |
| 1.    | Hollandia    | 3 | 3  | 0 | 0 | 85 | 73 | +12 | 6 | Középdöntő      |
| 2.    | Dánia        | 3 | 2  | 0 | 1 | 77 | 67 | +10 | 4 | Középdöntő      |
| 3.    | Németország  | 3 | 1  | 0 | 2 | 81 | 80 | +1  | 2 | A 9–16. helyért |
| 4.    | Horvátország | 3 | 0  | 0 | 3 | 57 | 80 | −23 | 0 | A 9–16. helyért |

| 2019. július 11. 14:30 | Németország          | 30–31       | Hollandia    | Magvassy Mihály Sportcsarnok, Győr Nézőszám: 300 Játékvezetők: Sá, Sá (POR) |
| 2019. július 11. 14:30 | Bleckmann, Uhlmann 6 | (13–17)     | Sprengers 13 | Magvassy Mihály Sportcsarnok, Győr Nézőszám: 300 Játékvezetők: Sá, Sá (POR) |
| 2019. július 11. 14:30 | 6× 2× 1×             | Jegyzőkönyv | 5× 2×        | Magvassy Mihály Sportcsarnok, Győr Nézőszám: 300 Játékvezetők: Sá, Sá (POR) |

| 2019. július 11. 16:30 | Dánia    | 24–18       | Horvátország | Magvassy Mihály Sportcsarnok, Győr Nézőszám: 300 Játékvezetők: Smailagic, Smailagic (SWE) |
| 2019. július 11. 16:30 | Hansen 6 | (13–6)      | Guskić 6     | Magvassy Mihály Sportcsarnok, Győr Nézőszám: 300 Játékvezetők: Smailagic, Smailagic (SWE) |
| 2019. július 11. 16:30 | 6× 2×    | Jegyzőkönyv | 3× 1×        | Magvassy Mihály Sportcsarnok, Győr Nézőszám: 300 Játékvezetők: Smailagic, Smailagic (SWE) |

| 2019. július 12. 14:30 | Horvátország        | 16–26       | Németország  | Magvassy Mihály Sportcsarnok, Győr Nézőszám: 300 Játékvezetők: Fremstad, Pedersen (NOR) |
| 2019. július 12. 14:30 | Guskić, Jandrašić 5 | (11–11)     | Bleckmann 10 | Magvassy Mihály Sportcsarnok, Győr Nézőszám: 300 Játékvezetők: Fremstad, Pedersen (NOR) |
| 2019. július 12. 14:30 | 8×                  | Jegyzőkönyv | 5×           | Magvassy Mihály Sportcsarnok, Győr Nézőszám: 300 Játékvezetők: Fremstad, Pedersen (NOR) |

| 2019. július 12. 16:30 | Hollandia                  | 24–20       | Dánia        | Magvassy Mihály Sportcsarnok, Győr Nézőszám: 500 Játékvezetők: Mitrović, Kažanegra (MNE) |
| 2019. július 12. 16:30 | Krullaars, Van der Vliet 6 | (9–11)      | Steffensen 7 | Magvassy Mihály Sportcsarnok, Győr Nézőszám: 500 Játékvezetők: Mitrović, Kažanegra (MNE) |
| 2019. július 12. 16:30 | 3× 1×                      | Jegyzőkönyv | 3× 1×        | Magvassy Mihály Sportcsarnok, Győr Nézőszám: 500 Játékvezetők: Mitrović, Kažanegra (MNE) |

| 2019. július 14. 14:30 | Németország | 25–33       | Dánia            | Magvassy Mihály Sportcsarnok, Győr Nézőszám: 200 Játékvezetők: Manea, Iliescu (ROU) |
| 2019. július 14. 14:30 | Bleckmann 7 | (7–17)      | Hansen, Møller 5 | Magvassy Mihály Sportcsarnok, Győr Nézőszám: 200 Játékvezetők: Manea, Iliescu (ROU) |
| 2019. július 14. 14:30 | 4×          | Jegyzőkönyv | 3× 1×            | Magvassy Mihály Sportcsarnok, Győr Nézőszám: 200 Játékvezetők: Manea, Iliescu (ROU) |

| 2019. július 14. 16:30 | Hollandia | 30–23       | Horvátország | Magvassy Mihály Sportcsarnok, Győr Nézőszám: 300 Játékvezetők: Smailagic, Smailagic (SWE) |
| 2019. július 14. 16:30 | Dekker 9  | (19–11)     | Guskić 9     | Magvassy Mihály Sportcsarnok, Győr Nézőszám: 300 Játékvezetők: Smailagic, Smailagic (SWE) |
| 2019. július 14. 16:30 | 6× 1×     | Jegyzőkönyv | 4×           | Magvassy Mihály Sportcsarnok, Győr Nézőszám: 300 Játékvezetők: Smailagic, Smailagic (SWE) |

### C csoport
| Hely. | Csapat           | M | Gy | D | V | G+ | G– | Gk  | P | Továbbjutás     |
| ----- | ---------------- | - | -- | - | - | -- | -- | --- | - | --------------- |
| 1.    | Magyarország (R) | 3 | 3  | 0 | 0 | 99 | 72 | +27 | 6 | Középdöntő      |
| 2.    | Spanyolország    | 3 | 1  | 1 | 1 | 77 | 76 | +1  | 3 | Középdöntő      |
| 3.    | Ausztria         | 3 | 1  | 0 | 2 | 76 | 90 | −14 | 2 | A 9–16. helyért |
| 4.    | Montenegró       | 3 | 0  | 1 | 2 | 57 | 71 | −14 | 1 | A 9–16. helyért |

| 2019. július 11. 18:30 | Magyarország    | 27–18       | Montenegró | Audi Aréna, Győr Nézőszám: 2500 Játékvezetők: Praštalo, Balvan (BIH) |
| 2019. július 11. 18:30 | három játékos 4 | (15–7)      | Raičević 6 | Audi Aréna, Győr Nézőszám: 2500 Játékvezetők: Praštalo, Balvan (BIH) |
| 2019. július 11. 18:30 | 2× 3×           | Jegyzőkönyv | 4× 1×      | Audi Aréna, Győr Nézőszám: 2500 Játékvezetők: Praštalo, Balvan (BIH) |

| 2019. július 11. 20:30 | Spanyolország    | 33–22       | Ausztria            | Audi Aréna, Győr Nézőszám: 300 Játékvezetők: Metalari, Nikolovski (MKD) |
| 2019. július 11. 20:30 | Arcos, Morales 6 | (17–11)     | Draguljic, Kofler 4 | Audi Aréna, Győr Nézőszám: 300 Játékvezetők: Metalari, Nikolovski (MKD) |
| 2019. július 11. 20:30 | 4× 1×            | Jegyzőkönyv | 3×                  | Audi Aréna, Győr Nézőszám: 300 Játékvezetők: Metalari, Nikolovski (MKD) |

| 2019. július 12. 18:30 | Ausztria   | 31–39       | Magyarország     | Audi Aréna, Győr Nézőszám: 2000 Játékvezetők: Boričić, Marković (SRB) |
| 2019. július 12. 18:30 | Reichert 8 | (15–21)     | Albek, Schatzl 5 | Audi Aréna, Győr Nézőszám: 2000 Játékvezetők: Boričić, Marković (SRB) |
| 2019. július 12. 18:30 | 6×         | Jegyzőkönyv | 6× 2×            | Audi Aréna, Győr Nézőszám: 2000 Játékvezetők: Boričić, Marković (SRB) |

| 2019. július 12. 20:30 | Montenegró | 21–21       | Spanyolország | Audi Aréna, Győr Nézőszám: 300 Játékvezetők: Pétursson, Þrastarson (ISL) |
| 2019. július 12. 20:30 | Knežević 8 | (11–10)     | Moreno 7      | Audi Aréna, Győr Nézőszám: 300 Játékvezetők: Pétursson, Þrastarson (ISL) |
| 2019. július 12. 20:30 | 7× 1×      | Jegyzőkönyv | 4×            | Audi Aréna, Győr Nézőszám: 300 Játékvezetők: Pétursson, Þrastarson (ISL) |

| 2019. július 14. 18:30 | Magyarország | 33–23       | Spanyolország | Audi Aréna, Győr Nézőszám: 2500 Játékvezetők: Metalari, Nikolovski (MKD) |
| 2019. július 14. 18:30 | Kácsor 7     | (18–11)     | Arcos 8       | Audi Aréna, Győr Nézőszám: 2500 Játékvezetők: Metalari, Nikolovski (MKD) |
| 2019. július 14. 18:30 | 5× 1×        | Jegyzőkönyv | 1× 1×         | Audi Aréna, Győr Nézőszám: 2500 Játékvezetők: Metalari, Nikolovski (MKD) |

| 2019. július 14. 20:30 | Montenegró | 18–23       | Ausztria             | Audi Aréna, Győr Nézőszám: 200 Játékvezetők: Geraets, Geraets (NED) |
| 2019. július 14. 20:30 | Ćorović 4  | (8–14)      | Neidhart, Reichert 6 | Audi Aréna, Győr Nézőszám: 200 Játékvezetők: Geraets, Geraets (NED) |
| 2019. július 14. 20:30 | 8× 2× 1×   | Jegyzőkönyv | 2×                   | Audi Aréna, Győr Nézőszám: 200 Játékvezetők: Geraets, Geraets (NED) |

### D csoport
| Hely. | Csapat     | M | Gy | D | V | G+ | G– | Gk  | P | Továbbjutás     |
| ----- | ---------- | - | -- | - | - | -- | -- | --- | - | --------------- |
| 1.    | Norvégia   | 3 | 3  | 0 | 0 | 93 | 68 | +25 | 6 | Középdöntő      |
| 2.    | Románia    | 3 | 2  | 0 | 1 | 83 | 76 | +7  | 4 | Középdöntő      |
| 3.    | Portugália | 3 | 1  | 0 | 2 | 77 | 77 | 0   | 2 | A 9–16. helyért |
| 4.    | Svédország | 3 | 0  | 0 | 3 | 55 | 87 | −32 | 0 | A 9–16. helyért |

| 2019. július 11. 14:15 | Norvégia | 34–16       | Svédország | Audi Aréna, Győr Nézőszám: 150 Játékvezetők: Pétursson, Þrastarson (ISL) |
| 2019. július 11. 14:15 | Alver 10 | (21–9)      | Fredén 4   | Audi Aréna, Győr Nézőszám: 150 Játékvezetők: Pétursson, Þrastarson (ISL) |
| 2019. július 11. 14:15 | 6× 2×    | Jegyzőkönyv | 7× 1×      | Audi Aréna, Győr Nézőszám: 150 Játékvezetők: Pétursson, Þrastarson (ISL) |

| 2019. július 11. 16:15 | Románia    | 28–26       | Portugália       | Audi Aréna, Győr Nézőszám: 300 Játékvezetők: Geraets, Geraets (NED) |
| 2019. július 11. 16:15 | Moroianu 8 | (14–13)     | Resende, Sousa 8 | Audi Aréna, Győr Nézőszám: 300 Játékvezetők: Geraets, Geraets (NED) |
| 2019. július 11. 16:15 | 1× 2×      | Jegyzőkönyv | 5× 2× 1×         | Audi Aréna, Győr Nézőszám: 300 Játékvezetők: Geraets, Geraets (NED) |

| 2019. július 12. 14:30 | Portugália | 27–30       | Norvégia       | Audi Aréna, Győr Nézőszám: 150 Játékvezetők: Metalari, Nikolovski (MKD) |
| 2019. július 12. 14:30 | Sousa 10   | (14–18)     | négy játékos 4 | Audi Aréna, Győr Nézőszám: 150 Játékvezetők: Metalari, Nikolovski (MKD) |
| 2019. július 12. 14:30 | 6× 1×      | Jegyzőkönyv | 4× 1×          | Audi Aréna, Győr Nézőszám: 150 Játékvezetők: Metalari, Nikolovski (MKD) |

| 2019. július 12. 16:30 | Svédország   | 20–30       | Románia    | Audi Aréna, Győr Nézőszám: 500 Játékvezetők: Geraets, Geraets (NED) |
| 2019. július 12. 16:30 | Rundcrantz 6 | (6–18)      | Moroianu 7 | Audi Aréna, Győr Nézőszám: 500 Játékvezetők: Geraets, Geraets (NED) |
| 2019. július 12. 16:30 | 3×           | Jegyzőkönyv | 4× 1×      | Audi Aréna, Győr Nézőszám: 500 Játékvezetők: Geraets, Geraets (NED) |

| 2019. július 14. 14:30 | Norvégia | 30–25       | Románia | Audi Aréna, Győr Nézőszám: 200 Játékvezetők: Praštalo, Balvan (BIH) |
| 2019. július 14. 14:30 | Deila 6  | (15–13)     | Popa 9  | Audi Aréna, Győr Nézőszám: 200 Játékvezetők: Praštalo, Balvan (BIH) |
| 2019. július 14. 14:30 | 5× 1×    | Jegyzőkönyv | 4×      | Audi Aréna, Győr Nézőszám: 200 Játékvezetők: Praštalo, Balvan (BIH) |

| 2019. július 14. 16:30 | Svédország  | 19–24       | Portugália       | Audi Aréna, Győr Nézőszám: 400 Játékvezetők: Boričić, Marković (SRB) |
| 2019. július 14. 16:30 | Andersson 6 | (8–8)       | Resende, Sousa 8 | Audi Aréna, Győr Nézőszám: 400 Játékvezetők: Boričić, Marković (SRB) |
| 2019. július 14. 16:30 | 1× 1×       | Jegyzőkönyv | 4× 1×            | Audi Aréna, Győr Nézőszám: 400 Játékvezetők: Boričić, Marković (SRB) |

## A 9–16. helyért

### 3. csoport
| Hely. | Csapat       | M | Gy | D | V | G+ | G–  | Gk  | P | Továbbjutás      |
| ----- | ------------ | - | -- | - | - | -- | --- | --- | - | ---------------- |
| 1.    | Németország  | 3 | 3  | 0 | 0 | 97 | 50  | +47 | 6 | A 9–12. helyért  |
| 2.    | Horvátország | 3 | 2  | 0 | 1 | 87 | 72  | +15 | 4 | A 9–12. helyért  |
| 3.    | Szlovákia    | 3 | 1  | 0 | 2 | 68 | 101 | −33 | 2 | A 13–16. helyért |
| 4.    | Szlovénia    | 3 | 0  | 0 | 3 | 62 | 91  | −29 | 0 | A 13–16. helyért |

| 2019. július 16. 14:30 | Szlovénia | 22–33       | Horvátország | Magvassy Mihály Sportcsarnok, Győr Nézőszám: 100 Játékvezetők: Sá, Sá (POR) |
| 2019. július 16. 14:30 | Cerovac 5 | (11–20)     | Franušić 9   | Magvassy Mihály Sportcsarnok, Győr Nézőszám: 100 Játékvezetők: Sá, Sá (POR) |
| 2019. július 16. 14:30 | 5×        | Jegyzőkönyv | 4× 2×        | Magvassy Mihály Sportcsarnok, Győr Nézőszám: 100 Játékvezetők: Sá, Sá (POR) |

| 2019. július 16. 16:30 | Szlovákia       | 18–39       | Németország | Magvassy Mihály Sportcsarnok, Győr Nézőszám: 200 Játékvezetők: Pétursson, Þrastarson (ISL) |
| 2019. július 16. 16:30 | három játékos 3 | (5–19)      | Wulf 7      | Magvassy Mihály Sportcsarnok, Győr Nézőszám: 200 Játékvezetők: Pétursson, Þrastarson (ISL) |
| 2019. július 16. 16:30 | 5× 1×           | Jegyzőkönyv | 6× 1×       | Magvassy Mihály Sportcsarnok, Győr Nézőszám: 200 Játékvezetők: Pétursson, Þrastarson (ISL) |

| 2019. július 17. 14:30 | Horvátország | 38–24       | Szlovákia              | Magvassy Mihály Sportcsarnok, Győr Nézőszám: 50 Játékvezetők: Geraets, Geraets (NED) |
| 2019. július 17. 14:30 | Franušić 8   | (21–14)     | Jagodič, Tomašechová 5 | Magvassy Mihály Sportcsarnok, Győr Nézőszám: 50 Játékvezetők: Geraets, Geraets (NED) |
| 2019. július 17. 14:30 | 5×           | Jegyzőkönyv | 5× 1×                  | Magvassy Mihály Sportcsarnok, Győr Nézőszám: 50 Játékvezetők: Geraets, Geraets (NED) |

| 2019. július 17. 16:30 | Németország  | 32–16       | Szlovénia | Magvassy Mihály Sportcsarnok, Győr Nézőszám: 100 Játékvezetők: Praštalo, Balvan (BIH) |
| 2019. július 17. 16:30 | Bleckmann 11 | (17–7)      | Krese 6   | Magvassy Mihály Sportcsarnok, Győr Nézőszám: 100 Játékvezetők: Praštalo, Balvan (BIH) |
| 2019. július 17. 16:30 | 2× 2×        | Jegyzőkönyv | 2× 2×     | Magvassy Mihály Sportcsarnok, Győr Nézőszám: 100 Játékvezetők: Praštalo, Balvan (BIH) |

### 4. csoport
| Hely. | Csapat     | M | Gy | D | V | G+ | G– | Gk | P | Továbbjutás      |
| ----- | ---------- | - | -- | - | - | -- | -- | -- | - | ---------------- |
| 1.    | Ausztria   | 3 | 2  | 0 | 1 | 74 | 74 | 0  | 4 | A 9–12. helyért  |
| 2.    | Montenegró | 3 | 2  | 0 | 1 | 60 | 61 | −1 | 4 | A 9–12. helyért  |
| 3.    | Portugália | 3 | 1  | 0 | 2 | 67 | 69 | −2 | 2 | A 13–16. helyért |
| 4.    | Svédország | 3 | 1  | 0 | 2 | 70 | 67 | +3 | 2 | A 13–16. helyért |

| 2019. július 16. 14:30 | Montenegró | 20–19       | Svédország  | Audi Aréna, Győr Nézőszám: 200 Játékvezetők: Praštalo, Balvan (BIH) |
| 2019. július 16. 14:30 | Knežević 9 | (9–8)       | Andersson 5 | Audi Aréna, Győr Nézőszám: 200 Játékvezetők: Praštalo, Balvan (BIH) |
| 2019. július 16. 14:30 | 1× 2×      | Jegyzőkönyv | 3×          | Audi Aréna, Győr Nézőszám: 200 Játékvezetők: Praštalo, Balvan (BIH) |

| 2019. július 16. 16:30 | Ausztria        | 28–24       | Portugália | Audi Aréna, Győr Nézőszám: 300 Játékvezetők: Fremstad, Pedersen (NOR) |
| 2019. július 16. 16:30 | három játékos 6 | (15–5)      | Resende 9  | Audi Aréna, Győr Nézőszám: 300 Játékvezetők: Fremstad, Pedersen (NOR) |
| 2019. július 16. 16:30 | 4×              | Jegyzőkönyv | 3× 2×      | Audi Aréna, Győr Nézőszám: 300 Játékvezetők: Fremstad, Pedersen (NOR) |

| 2019. július 17. 14:30 | Svédország | 32–23       | Ausztria   | Audi Aréna, Győr Nézőszám: 100 Játékvezetők: Manea, Iliescu (ROU) |
| 2019. július 17. 14:30 | Boqvist 7  | (17–12)     | Neidhart 5 | Audi Aréna, Győr Nézőszám: 100 Játékvezetők: Manea, Iliescu (ROU) |
| 2019. július 17. 14:30 | 3× 1×      | Jegyzőkönyv | 3× 1×      | Audi Aréna, Győr Nézőszám: 100 Játékvezetők: Manea, Iliescu (ROU) |

| 2019. július 17. 16:30 | Portugália | 19–22       | Montenegró          | Audi Aréna, Győr Nézőszám: 300 Játékvezetők: Fremstad, Pedersen (NOR) |
| 2019. július 17. 16:30 | Resende 6  | (8–13)      | Knežević, Radović 6 | Audi Aréna, Győr Nézőszám: 300 Játékvezetők: Fremstad, Pedersen (NOR) |
| 2019. július 17. 16:30 | 1×         | Jegyzőkönyv | 2× 2×               | Audi Aréna, Győr Nézőszám: 300 Játékvezetők: Fremstad, Pedersen (NOR) |

## Középdöntő

### 1. csoport
| Hely. | Csapat        | M | Gy | D | V | G+ | G– | Gk  | P | Továbbjutás     |
| ----- | ------------- | - | -- | - | - | -- | -- | --- | - | --------------- |
| 1.    | Hollandia     | 3 | 2  | 0 | 1 | 83 | 79 | +4  | 4 | Elődöntők       |
| 2.    | Oroszország   | 3 | 2  | 0 | 1 | 88 | 78 | +10 | 4 | Elődöntők       |
| 3.    | Dánia         | 3 | 1  | 0 | 2 | 66 | 76 | −10 | 2 | Az 5–8. helyért |
| 4.    | Franciaország | 3 | 1  | 0 | 2 | 77 | 81 | −4  | 2 | Az 5–8. helyért |

| 2019. július 16. 18:30 | Franciaország | 22–23       | Dánia                | Magvassy Mihály Sportcsarnok, Győr Nézőszám: 150 Játékvezetők: Manea, Iliescu (ROU) |
| 2019. július 16. 18:30 | Wajoka 6      | (11–11)     | Halilcevic, Møller 5 | Magvassy Mihály Sportcsarnok, Győr Nézőszám: 150 Játékvezetők: Manea, Iliescu (ROU) |
| 2019. július 16. 18:30 | 5×            | Jegyzőkönyv | 2× 2×                | Magvassy Mihály Sportcsarnok, Győr Nézőszám: 150 Játékvezetők: Manea, Iliescu (ROU) |

| 2019. július 16. 20:30 | Oroszország      | 28–31       | Hollandia       | Magvassy Mihály Sportcsarnok, Győr Nézőszám: 400 Játékvezetők: Metalari, Nikolovszki (MKD) |
| 2019. július 16. 20:30 | Mihajlicsenko 10 | (15–13)     | Van der Vliet 8 | Magvassy Mihály Sportcsarnok, Győr Nézőszám: 400 Játékvezetők: Metalari, Nikolovszki (MKD) |
| 2019. július 16. 20:30 | 3× 1×            | Jegyzőkönyv | 3× 0×           | Magvassy Mihály Sportcsarnok, Győr Nézőszám: 400 Játékvezetők: Metalari, Nikolovszki (MKD) |

| 2019. július 17. 18:30 | Dánia       | 23–30       | Oroszország | Magvassy Mihály Sportcsarnok, Győr Nézőszám: 500 Játékvezetők: Boričić, Marković (SRB) |
| 2019. július 17. 18:30 | Andreasen 7 | (12–15)     | Maszlova 11 | Magvassy Mihály Sportcsarnok, Győr Nézőszám: 500 Játékvezetők: Boričić, Marković (SRB) |
| 2019. július 17. 18:30 | 4×          | Jegyzőkönyv | 5× 1×       | Magvassy Mihály Sportcsarnok, Győr Nézőszám: 500 Játékvezetők: Boričić, Marković (SRB) |

| 2019. július 17. 20:30 | Hollandia | 28–31       | Franciaország | Magvassy Mihály Sportcsarnok, Győr Nézőszám: 200 Játékvezetők: Pétursson, Þrastarson (ISL) |
| 2019. július 17. 20:30 | Dekker 5  | (13–15)     | Lasm 8        | Magvassy Mihály Sportcsarnok, Győr Nézőszám: 200 Játékvezetők: Pétursson, Þrastarson (ISL) |
| 2019. július 17. 20:30 | 4× 1×     | Jegyzőkönyv | 3× 1×         | Magvassy Mihály Sportcsarnok, Győr Nézőszám: 200 Játékvezetők: Pétursson, Þrastarson (ISL) |

### 2. csoport
| Hely. | Csapat           | M | Gy | D | V | G+ | G– | Gk  | P | Továbbjutás     |
| ----- | ---------------- | - | -- | - | - | -- | -- | --- | - | --------------- |
| 1.    | Magyarország (R) | 3 | 3  | 0 | 0 | 92 | 68 | +24 | 6 | Elődöntők       |
| 2.    | Norvégia         | 3 | 2  | 0 | 1 | 77 | 74 | +3  | 4 | Elődöntők       |
| 3.    | Románia          | 3 | 1  | 0 | 2 | 75 | 85 | −10 | 2 | Az 5–8. helyért |
| 4.    | Spanyolország    | 3 | 0  | 0 | 3 | 68 | 85 | −17 | 0 | Az 5–8. helyért |

| 2019. július 16. 18:30 | Spanyolország | 24–29       | Románia  | Audi Aréna, Győr Nézőszám: 250 Játékvezetők: Smailagic, Smailagic (SWE) |
| 2019. július 16. 18:30 | Arcos 6       | (12–14)     | Şamanț 6 | Audi Aréna, Győr Nézőszám: 250 Játékvezetők: Smailagic, Smailagic (SWE) |
| 2019. július 16. 18:30 | 2× 1×         | Jegyzőkönyv | 4× 1×    | Audi Aréna, Győr Nézőszám: 250 Játékvezetők: Smailagic, Smailagic (SWE) |

| 2019. július 16. 20:30 | Magyarország | 28–24       | Norvégia       | Audi Aréna, Győr Nézőszám: 3000 Játékvezetők: Boričić, Marković (SRB) |
| 2019. július 16. 20:30 | Kuczora 6    | (16–12)     | Hansen, Moen 5 | Audi Aréna, Győr Nézőszám: 3000 Játékvezetők: Boričić, Marković (SRB) |
| 2019. július 16. 20:30 | 4× 1×        | Jegyzőkönyv | 5× 1×          | Audi Aréna, Győr Nézőszám: 3000 Játékvezetők: Boričić, Marković (SRB) |

| 2019. július 17. 18:30 | Románia      | 21–31       | Magyarország | Audi Aréna, Győr Nézőszám: 3000 Játékvezetők: Mitrović, Kažanegra (MNE) |
| 2019. július 17. 18:30 | Jipa, Popa 4 | (11–12)     | Kuczora 5    | Audi Aréna, Győr Nézőszám: 3000 Játékvezetők: Mitrović, Kažanegra (MNE) |
| 2019. július 17. 18:30 | 2× 1×        | Jegyzőkönyv | 4× 1×        | Audi Aréna, Győr Nézőszám: 3000 Játékvezetők: Mitrović, Kažanegra (MNE) |

| 2019. július 17. 20:30 | Norvégia | 23–21       | Spanyolország      | Audi Aréna, Győr Nézőszám: 150 Játékvezetők: Sá, Sá (POR) |
| 2019. július 17. 20:30 | Alvar 6  | (16–13)     | Fernández-Agustí 4 | Audi Aréna, Győr Nézőszám: 150 Játékvezetők: Sá, Sá (POR) |
| 2019. július 17. 20:30 | 5× 2×    | Jegyzőkönyv | 6× 1×              | Audi Aréna, Győr Nézőszám: 150 Játékvezetők: Sá, Sá (POR) |

## Helyosztók

### A 13–16. helyért
| 2019. július 19. 13:00 | Szlovákia | 21–32       | Svédország | Magvassy Mihály Sportcsarnok, Győr Nézőszám: 100 Játékvezetők: Metalari, Nikolovszki (MKD) |
| 2019. július 19. 13:00 | Pustá 5   | (9–20)      | Moreno 8   | Magvassy Mihály Sportcsarnok, Győr Nézőszám: 100 Játékvezetők: Metalari, Nikolovszki (MKD) |
| 2019. július 19. 13:00 | 5× 1×     | Jegyzőkönyv | 4× 2×      | Magvassy Mihály Sportcsarnok, Győr Nézőszám: 100 Játékvezetők: Metalari, Nikolovszki (MKD) |

| 2019. július 19. 15:30 | Portugália       | 28–25       | Szlovénia | Magvassy Mihály Sportcsarnok, Győr Játékvezetők: Pétursson, Þrastarson (ISL) |
| 2019. július 19. 15:30 | Resende, Sousa 9 | (14–12)     | Krese 7   | Magvassy Mihály Sportcsarnok, Győr Játékvezetők: Pétursson, Þrastarson (ISL) |
| 2019. július 19. 15:30 | 5× 1×            | Jegyzőkönyv | 6×        | Magvassy Mihály Sportcsarnok, Győr Játékvezetők: Pétursson, Þrastarson (ISL) |

### A 9–12. helyért
| 2019. július 19. 18:00 | Németország | 22–13       | Montenegró   | Magvassy Mihály Sportcsarnok, Győr Nézőszám: 100 Játékvezetők: Smailagic, Smailagic (SWE) |
| 2019. július 19. 18:00 | Mühlner 7   | (10–4)      | Trifunović 3 | Magvassy Mihály Sportcsarnok, Győr Nézőszám: 100 Játékvezetők: Smailagic, Smailagic (SWE) |
| 2019. július 19. 18:00 | 3× 2×       | Jegyzőkönyv | 2× 1×        | Magvassy Mihály Sportcsarnok, Győr Nézőszám: 100 Játékvezetők: Smailagic, Smailagic (SWE) |

| 2019. július 19. 20:30 | Ausztria    | 24–27       | Horvátország | Magvassy Mihály Sportcsarnok, Győr Nézőszám: 50 Játékvezetők: Sá, Sá (POR) |
| 2019. július 19. 20:30 | Neidhart 13 | (8–11)      | Ivanda 11    | Magvassy Mihály Sportcsarnok, Győr Nézőszám: 50 Játékvezetők: Sá, Sá (POR) |
| 2019. július 19. 20:30 | 4× 1×       | Jegyzőkönyv | 6× 1×        | Magvassy Mihály Sportcsarnok, Győr Nézőszám: 50 Játékvezetők: Sá, Sá (POR) |

### Az 5–8. helyért
| 2019. július 19. 13:00 | Dánia           | 27–23       | Spanyolország | Audi Aréna, Győr Nézőszám: 250 Játékvezetők: Geraets, Geraets (NED) |
| 2019. július 19. 13:00 | három játékos 4 | (10–10)     | Sobrepera 6   | Audi Aréna, Győr Nézőszám: 250 Játékvezetők: Geraets, Geraets (NED) |
| 2019. július 19. 13:00 | 2× 1×           | Jegyzőkönyv | 1×            | Audi Aréna, Győr Nézőszám: 250 Játékvezetők: Geraets, Geraets (NED) |

| 2019. július 19. 15:30 | Románia    | 37–27       | Franciaország | Audi Aréna, Győr Nézőszám: 200 Játékvezetők: Fremstad, Pedersen (NOR) |
| 2019. július 19. 15:30 | Moroianu 7 | (22–12)     | Wajoka 7      | Audi Aréna, Győr Nézőszám: 200 Játékvezetők: Fremstad, Pedersen (NOR) |
| 2019. július 19. 15:30 | 5× 1×      | Jegyzőkönyv | 1× 1×         | Audi Aréna, Győr Nézőszám: 200 Játékvezetők: Fremstad, Pedersen (NOR) |

### Elődöntők
| 2019. július 19. 18:00 | Magyarország | 29–27       | Oroszország     | Audi Aréna, Győr Nézőszám: 3500 Játékvezetők: Mitrović, Kazanegra (MNE) |
| 2019. július 19. 18:00 | Kácsor 6     | (19–12)     | Mihajlicsenko 8 | Audi Aréna, Győr Nézőszám: 3500 Játékvezetők: Mitrović, Kazanegra (MNE) |
| 2019. július 19. 18:00 | 2×           | Jegyzőkönyv | 3× 1×           | Audi Aréna, Győr Nézőszám: 3500 Játékvezetők: Mitrović, Kazanegra (MNE) |

| 2019. július 19. 20:30 | Hollandia               | 31–29       | Norvégia        | Audi Aréna, Győr Nézőszám: 500 Játékvezetők: Manea, Iliescu (ROU) |
| 2019. július 19. 20:30 | Nusser, Van der Vliet 8 | (16–11)     | három játékos 5 | Audi Aréna, Győr Nézőszám: 500 Játékvezetők: Manea, Iliescu (ROU) |
| 2019. július 19. 20:30 | 6×                      | Jegyzőkönyv | 5×              | Audi Aréna, Győr Nézőszám: 500 Játékvezetők: Manea, Iliescu (ROU) |

### A 15. helyért
| 2019. július 20. 10:00 | Szlovákia       | 23–27       | Szlovénia       | Magvassy Mihály Sportcsarnok, Győr Nézőszám: 100 Játékvezetők: Smailagic, Smailagic (SWE) |
| 2019. július 20. 10:00 | három játékos 4 | (15–13)     | Cankar, Kolar 5 | Magvassy Mihály Sportcsarnok, Győr Nézőszám: 100 Játékvezetők: Smailagic, Smailagic (SWE) |
| 2019. július 20. 10:00 | 3× 2×           | Jegyzőkönyv | 2× 2×           | Magvassy Mihály Sportcsarnok, Győr Nézőszám: 100 Játékvezetők: Smailagic, Smailagic (SWE) |

### A 13. helyért
| 2019. július 20. 12:30 | Svédország | 25–24       | Portugália | Magvassy Mihály Sportcsarnok, Győr Nézőszám: 70 Játékvezetők: Geraets, Geraets (NED) |
| 2019. július 20. 12:30 | Fredén 7   | (9–10)      | Resende 9  | Magvassy Mihály Sportcsarnok, Győr Nézőszám: 70 Játékvezetők: Geraets, Geraets (NED) |
| 2019. július 20. 12:30 | 1×         | Jegyzőkönyv | 3× 1×      | Magvassy Mihály Sportcsarnok, Győr Nézőszám: 70 Játékvezetők: Geraets, Geraets (NED) |

### A 11. helyért
| 2019. július 20. 15:00 | Montenegró | 15–22       | Ausztria   | Magvassy Mihály Sportcsarnok, Győr Nézőszám: 100 Játékvezetők: Pétursson, Þrastarson (ISL) |
| 2019. július 20. 15:00 | Ćorović 5  | (7–12)      | Reichert 8 | Magvassy Mihály Sportcsarnok, Győr Nézőszám: 100 Játékvezetők: Pétursson, Þrastarson (ISL) |
| 2019. július 20. 15:00 | 8× 1×      | Jegyzőkönyv | 1× 1×      | Magvassy Mihály Sportcsarnok, Győr Nézőszám: 100 Játékvezetők: Pétursson, Þrastarson (ISL) |

### A 9. helyért
| 2019. július 20. 17:30 | Németország | 23–22       | Horvátország | Magvassy Mihály Sportcsarnok, Győr Nézőszám: 150 Játékvezetők: Fremstad, Pedersen (NOR) |
| 2019. július 20. 17:30 | Bleckmann 8 | (12–13)     | Franušić 8   | Magvassy Mihály Sportcsarnok, Győr Nézőszám: 150 Játékvezetők: Fremstad, Pedersen (NOR) |
| 2019. július 20. 17:30 | 1× 1×       | Jegyzőkönyv | 3× 2×        | Magvassy Mihály Sportcsarnok, Győr Nézőszám: 150 Játékvezetők: Fremstad, Pedersen (NOR) |

### A 7. helyért
| 2019. július 21. 10:00 | Spanyolország  | 27–26       | Franciaország | Audi Aréna, Győr Nézőszám: 50 Játékvezetők: Praštalo, Balvan (BIH) |
| 2019. július 21. 10:00 | Arcos, Loidi 5 | (13–9)      | Begon 6       | Audi Aréna, Győr Nézőszám: 50 Játékvezetők: Praštalo, Balvan (BIH) |
| 2019. július 21. 10:00 | 2× 1×          | Jegyzőkönyv | 2×            | Audi Aréna, Győr Nézőszám: 50 Játékvezetők: Praštalo, Balvan (BIH) |

### Az 5. helyért
| 2019. július 21. 12:30 | Dánia      | 26–34       | Románia  | Audi Aréna, Győr Nézőszám: 400 Játékvezetők: Metalari, Nikolovszki (MKD) |
| 2019. július 21. 12:30 | Damgaard 5 | (13–17)     | Moraru 8 | Audi Aréna, Győr Nézőszám: 400 Játékvezetők: Metalari, Nikolovszki (MKD) |
| 2019. július 21. 12:30 | 3×         | Jegyzőkönyv | 1× 1×    | Audi Aréna, Győr Nézőszám: 400 Játékvezetők: Metalari, Nikolovszki (MKD) |

### Bronzmérkőzés
| 2019. július 21. 15:00 | Norvégia | 29–26       | Oroszország   | Audi Aréna, Győr Nézőszám: 2000 Játékvezetők: Sá, Sá (POR) |
| 2019. július 21. 15:00 | Alver 7  | (19–13)     | Kirdijaseva 9 | Audi Aréna, Győr Nézőszám: 2000 Játékvezetők: Sá, Sá (POR) |
| 2019. július 21. 15:00 | 3× 1×    | Jegyzőkönyv | 4× 1×         | Audi Aréna, Győr Nézőszám: 2000 Játékvezetők: Sá, Sá (POR) |

### Döntő
| 2019. július 21. 17:30 | Hollandia       | 20–27       | Magyarország   | Audi Aréna, Győr Nézőszám: 5400 Játékvezetők: Boričić, Marković (MNE) |
| 2019. július 21. 17:30 | három játékos 4 | (7–14)      | négy játékos 4 | Audi Aréna, Győr Nézőszám: 5400 Játékvezetők: Boričić, Marković (MNE) |
| 2019. július 21. 17:30 | 3× 1×           | Jegyzőkönyv | 2× 2×          | Audi Aréna, Győr Nézőszám: 5400 Játékvezetők: Boričić, Marković (MNE) |

| A 2019-es junior női kézilabda-Európa-bajnokság győztese |
| -------------------------------------------------------- |
| · Magyarország · 1. cím                                  |

## Végeredmény
| Helyezés  | Csapat        |
| --------- | ------------- |
| Aranyérem | Magyarország  |
| Ezüstérem | Hollandia     |
| Bronzérem | Norvégia      |
| 4.        | Oroszország   |
| 5.        | Románia       |
| 6.        | Dánia         |
| 7.        | Spanyolország |
| 8.        | Franciaország |
| 9.        | Németország   |
| 10.       | Horvátország  |
| 11.       | Montenegró    |
| 12.       | Ausztria      |
| 13.       | Svédország    |
| 14.       | Portugália    |
| 15.       | Szlovénia     |
| 16.       | Szlovákia     |

## Díjak

### All-Star csapat
| Poszt      | Játékos                      |
| ---------- | ---------------------------- |
| Kapus      | Anna Verescsak (RUS)         |
| Jobbszélső | Andra-Liviana Moroianu (ROU) |
| Jobbátlövő | Valerija Maszlova (RUS)      |
| Irányító   | Larissa Nüsser (NED)         |
| Balátlövő  | Kácsor Gréta (HUN)           |
| Balszélső  | Zoe Sprengers (NED)          |
| Beálló     | Ane Cecilie Högset (NOR)     |

### Egyéni díjak
| Díj                        | Játékos                             |
| -------------------------- | ----------------------------------- |
| A legértékesebb játékos    | Jelena Mihajlicsenko (RUS)          |
| Gólkirálynő                | Joana Resende (Portugália) (55 gól) |
| A legjobb védekező játékos | Kuczora Csenge (Magyarország)       |

Forrás: